# Menelaos Sakorafos
Menelaos Sakorafos (in greco Μενέλαος Σακοράφος?; Atene, 1870 – Atene, 1943) è stato uno schermidore greco, vincitore di una medaglia d'argento nella scherma ai giochi intermedi di Atene del 1906 (non riconosciuti dal CIO).